# Otavipithecus namibiensis
Otavipithecus es un  género extinto de primates homínidos, que vivieron en el Mioceno medio (hace 13 millones de años) en la actual Namibia. La única  especie conocida es Otavipithecus namibiensis encontrada en 1991 por el minero Berg Aukas en las montañas Otavi. En 1992 fueron encontrados en la siguiente sección del mismo sitio un esqueleto y al mismo tiempo fue descrito como una nueva especie. Los restos del género Otavipithecus son todavía muy raros y sólo incluyen una sección de mandíbula y los dientes posteriores, parte del hueso frontal, un cúbito altamente deteriorado, primera vértebra cervical, y unas falanges.
Otavipithecus era un primate pequeño, por el peso y tamaño de sus molares se estima que pesaba entre los 14 y 20 kg. Poseía dientes propios de un primate herbívoro. Tenían una fina capa de esmalte dental, equivalente al de comer alimentos blandos, fruta, hojas verdes, bayas y similares. Otavipithecus estaba más emparentado con los Proconsulidae del Mioceno temprano que a los Hominidae del Mioceno temprano. Ellos ya estaban equipados con esmalte más fuerte y mandíbulas más robustas, probablemente en respuesta a la desecación climática y frutos rojos rígidos más extendidos, a expensas de la fruta tropical.
Una pequeña parte del postcráneo también indica que tenía numerosas características arcaicas. Se puede asumir que Otavipithecus se movía como Proconsul a cuatro patas en los árboles.
Este género es único sobre todo porque es más meridional que los homínidos que aún viven hoy en día. El norte de Namibia, donde fue encontrado, es un área de distribución bastante lejana a la tradicional de fósiles de hominoideos del Mioceno (Kenia, Uganda). Esto amplía enormemente el área que fue habitada de la superfamilia. Además, los restos de Otavipithecus datan de una época en la que hay pocos registros de homínidos en África, y muchos en Europa y Asia.
La posición taxonómica y filogenética de Otavipithecus aún debe determinarse con precisión debido a la falta de restos óseos y al aislamiento geográfico y temporal. Todos los intentos hasta ahora para asignarlo a un linaje no se han demostrado adecuadamente. Según los expertos, Otavipithecus era cercano al género Afropithecus. Muchos investigadores consideran que es uno de los últimos representantes de la familia Proconsulidae, que vivían como reliquia biológica de los hominoides.
Otros autores, sin embargo, indican que Otavipithecus pudo tener relación con los homínidos africanos modernos más que con las especies fósiles de Eurasia ( Dryopithecus, Sivapithecus). Incluso podría ser también un antepasado directo de los gorilas, chimpancés y humanos. Para responder a estas preguntas, sin embargo, se necesita una mayor cantidad de hallazgos.